# Hermann Wendorf
Hermann Wendorf (* 11. November 1891 in Weißenburg; † 2. Mai 1965) war ein deutscher Historiker.

## Leben
Während seines Studiums wurde Wendorf Mitglied beim Verein Deutscher Studenten Leipzig. 1915 erfolgte die Promotion zum Dr. phil. in Geschichte an der Universität Leipzig bei Erich Brandenburg mit der Arbeit: Die Fraktion des Zentrums (Katholische Fraktion) im preußischen Abgeordnetenhause 1859 bis 1867. Wegen einer Kriegsverletzung war Wendorf in der weiteren Arbeit behindert, von 1921 bis 1935 blieb er Assistent. Erst 1928 folgte Habilitation für Geschichte an der Universität Leipzig mit der Arbeit: Martin Luther. Der Aufbau seiner Persönlichkeit. 1928 bis 1939 lehrte er als Privatdozent für Geschichte an der Universität Leipzig. 1939 bis 1945 war er dort nichtplanmäßiger außerordentlicher Professor für Geschichte. 1943 bis 1945 vertrat er den Lehrstuhl an der Universität Jena. Wendorf trat noch nach der Reichstagswahl März 1933 in die DNVP bis zu ihrem Verbot ein, um der NSDAP entgegenzuwirken. Wendorf unterzeichnete aber im November 1933 das Bekenntnis der Professoren an den deutschen Universitäten und Hochschulen zu Adolf Hitler und wurde 1940 Mitglied der NSDAP. Nach 1945 arbeitete er ohne Amt als Reformationshistoriker und Autor der NDB. Er wohnte in Leipzig in der Gletschersteinstraße.

## Publikationen (Auswahl)
- Martin Luther. Der Aufbau seiner Persönlichkeit, Leipzig 1930.
- Calvins Bedeutung für die protestantische Welt, Leipzig 1940.
- Joachim Camerarius (1500–1574), in: Herbergen der Christenheit. Jahrbuch für deutsche Kirchengeschichte, 1957, S. 34–87